# Minecraft: Story Mode
Minecraft: Story Mode (с англ. — «Майнкрафт: Сюжетный режим») — эпизодическая компьютерная игра, разработанная Telltale Games совместно с Mojang. Основываясь на мире Minecraft, игра имеет оригинальную историю и нелинейный сюжет. Игра состоит из пяти эпизодов, первый из которых вышел 13 октября 2015 года. 7 июня 2016 года появился Adventure Pass, в состав которого вошли 6, 7 и 8 эпизоды. Все эпизоды выходили с небольшим промежутком.
После того, как Telltale Games объявила о банкротстве и уволила 225 человек, в составе студии осталось лишь 25 сотрудников, чтобы дорабатывать упрощённую (из-за недостатка бюджета включающую в себя всего пять эпизодов) версию первого сезона для Netflix, которые вышли 25 ноября и 5 декабря 2018 года.
Продолжением является игра Minecraft: Story Mode — Season Two.

## Сюжет
Mojang и Telltale заявили, что история никак не будет затрагивать главных героев Minecraft, Стива и Алекс.
Джесси — обычный человек (парень или девушка, зависит от выбора), живущий в доме на дереве со своими друзьями — Оливией, Акселем и поросёнком Рубеном. Вместе они участвуют в строительном конкурсе и выигрывают. Но в момент конкурса, один из команды соперников — Оцелотов разлил лаву около постройки Джесси, начался пожар, в результате которого свинка Рубен убежал в тёмный лес. Джесси бежит за ним и подвергается атаке монстров, но его спасает Петра и рассказывает о сделке с неизвестным человеком. Сделка проходит неудачно и бородатый человек сбегает без обмена. Пробравшись в здание, где будет выступать Габриэль — член Ордена Камня, ребята узнают, что неизвестный собирается вызвать Иссушающую Бурю. Джесси и его друзей просит помочь Габриэлю чтобы уничтожить Иссушающую Бурю, пока та не уничтожила весь мир, и собрать Орден Камня заново.
Новый Орден Камня прославился на весь мир. В ходе очередных путешествий они находят загадочное огниво. Используя его, герои направляются в Мир между Мирами, где пытаются найти выход домой, но им придётся пройти множество испытаний, встретить новых врагов и Древних Строителей.

## Список эпизодов
1 сезон разделён на 5 основных и 3 дополнительных DLC эпизода.
| № | Название                                                 | Режиссёр                           | Сценарист                                                | Дата выхода      |
| --- | -------------------------------------------------------- | ---------------------------------- | -------------------------------------------------------- | ---------------- |
| 1 | «Орден Камня» «The Order of the Stone»                   | Денис Ленарт и Грэм Роус           | Майкл Чунг и Лаура Джакмин                               | 13 октября 2015  |
| Когда-то существовал Орден Камня: Габриэль-воин, Эльгард - инженер красного камня, Магнус-разбойник и Сорен-архитектор. Давным-давно, Орден сумел победить Дракона Эндера и стать легендой. В настоящем же времени, молодой строитель Джесси, его/её друзья Оливия, Аксель и их домашний питомец — поросёнок Рубен участвуют в Строительном Конкурсе Эндеркона, где они проигрывают каждый год. Несмотря на то, что им удалось победить, член враждебной команды "Оцелоты" - Айден специально выпускает лаву, поджигая костюм Рубена. Джесси идёт вслед за ним в ночной лес, и оба спасены от монстров Петрой, которая убеждает Джесси помочь ей в обмене черепа скелета-иссушителя на алмаз. На Эндерконе ребята узнают о победе/проигрыше в конкурсе, и Джесси с Петрой идут на сделку, но Айвор обманывает ребят и убегает с черепом. Он бежит в здание, где будет выступать Габриэль-Воин. К группе присоединяется лидер "Оцелотов" - Лукас, и им удаётся отвлечь билетёра и пройти в здание. Пробравшись в подземную лабораторию, они обнаруживают, что Айвор хочет создать таинственного Иссушителеподобного монстра с командным блоком в центре. Но Айвор возвращается, застаёт ребят и прогоняет их с помощью железного голема. Выбравшись из подвала, друзья обнаруживают, что Лукас не успел сбежать. Далее, игрок выбирает, как поступить: пойти за Лукасом в подвал или предупредить Габриэля (В данном случае, Лукас встречается позже, на улице). После этого, появляется Айвор и призывает монстра, который называется Иссушающей Бурей. Существо нападает на Габриэля. К сожалению, Айвор теряет контроль над зверем, который разрушает город, заставив горожан бежать. Габриэль утверждает, что его убежище из обсидиана защитит героев от напасти. Все следуют в его храм, где группа находит портал в Нижний Мир. Габриэль передаёт Джесси амулет, чтобы он(а) нашёл/нашла других членов Ордена Камня. Но монстр поймал Габриэля и Петру, и игрок решает, кого из них спасти. Спася одного из них, Джесси попытается спасти другого, но монстр щупальцем отправляет его/её в портал. Там они встречаются с Айвором, который также спасся с помощью портала, который монстр после этого разламывает. Он рассказывает ребятам о сети вагонеток, построенных Орденом. С помощью неё они находят портал на поверхность. Выбравшись, друзья оказываются в неизвестной местности и ночуют либо в хижине из грунта, либо в домике на дереве по выбору игрока. Ночью Аксель ссорится с Лукасом из-за того, что тот струсил и не помог спасти Петру и Габриэля. Утром, следуя амулету Габриэля, Джесси и группа приходят в храм, который служил в качестве штаб-квартиры Ордена. В чародейной комнате они узнают о том, что Айвор был членом Ордена Камня, и по неизвестной причине о нём в легенде не было упоминаний. Выбравшись на поверхность, с помощью машины, Джесси определяет местоположение двух из трёх оставшихся членов Ордена: Магнуса и Эльгард (Сорен, по словам Габриэля, давно пропал). Игрок выбирает к кому идти: за Магнусом с Акселем или за Эльгард с Оливией (Лукас решает остаться на всякий случай в храме, и тот, кто не пойдёт, останется с ним). |                                                          |                                    |                                                          |                  |
| 2 | «Нужна Сборка» «Assembly Required»                       | Джейсон Латино                     | Джошуа Рубин, Эрик Страйрп, Тимати Уилльямс              | 27 октября 2015  |
| Идёт разделение сюжета в зависимости от решения игрока: 1) Джесси и Оливия попадают в Краснокамье, где живёт Эльгард. Она обращалась к жителям и сказала: у кого будет самая гениальная постройка, тот будет её протеже. После этого она уходит в купол Концентрации, в который друзья не успели попасть. Они встречаются с её помощником Келвином. Он объясняет, что Эльгард занимается изобретением командного блока. После этого он отсоединяет повторитель, чтобы никто не проник к Эльгард, и друзьям приходится найти новый: либо найти материалы и сделать его, либо его украсть. Открыв дверь, они добираются до Эльгард, попутно встречая различные изобретения. Встретившись, они рассказывают ей всё о разрушении мира. Эльгард говорит, что она пытается закончить командный блок, и, поскольку он главный ингредиент для создания Иссушающей Бури, он, возможно, сможет уничтожить её. После многочисленных попыток создать его, в этот мир проникает Иссушающая Буря. Все вынуждены бежать в портал. 2) В случае выбора пойти на поиски Магнуса вместе с Акселем, они попадают в город гриферов: "Бум-таун". Им приходится бежать от многочисленной толпы гриферов, желающих забрать амулет, поскольку он указывает, в какой стороне находится Магнус. После побега от толпы они попали во дворец к Магнусу. Он ловит их в ловушку и допрашивает, зачем они проникли к нему. После этого он рассказывает, что не может покинуть город, поскольку он — король, и чтобы покинуть город, нужен новый король. Чтобы стать королём Бум-тауна нужно победить действующего короля в Кубке Смерти. Это соревнование, в котором участник борется против короля, но Магнуса никто никогда не побеждал. Поэтому он никогда не покидал город. Потом он соглашается на сделку: Джесси должен/должна сразиться с ним и стать королём, и тогда они благополучно убегут. Магнус пообещал, что будет поддаваться Джесси. Но во время битвы он звереет, и перестаёт поддаваться. В конце концов Джесси побеждает. Все тут же хотят напасть на него/неё, поскольку он(а) более лёгкая добыча чем Магнус, но тут в город врывается Иссушающая буря. Магнус вместе с Акселем, Джесси и Рубеном убегают в портал. Они возвращаются в храм, где они встречают вернувшегося друга (Габриэля или Петру в зависимости от того, кого игрок спас в первом эпизоде). Они узнают, что тот кто остался в храме с Лукасом, привёл другого члена Ордена. Между Эльгард и Магнусом возникает ссора из-за разных интересов и взглядов на то, как всё надо делать. Они упоминают о Гипербомбе, самом мощном оружии на свете, которое изобрёл Сорен — последний, давно потерянный член Ордена Камня. Возвращаясь к машине, Джесси обнаруживает, что теперь показывается местоположение Сорена, а также Айвора, который теперь направляется к Сорену. Прибыв на место, Магнус и Эльгард распались после ссоры и Джесси следует из ними. После этого, Петра/Габриэль рассказывает Джесси, что после того, как Джесси спас(ла) его/её, он(а) заразился/заразилась иссушающей хворью, из-за которой он(а) через некоторое время будет иссушен(а). Вскоре они вдвоём находят чародейную комнату, но натыкаются на Айвора. Между ними происходит бой. Когда Айвор был почти побеждён, на подмогу прибежала вся группа Джесси, кроме Магнуса и Эльгард, но Айвор опрыскивает всех зельем медлительности и улавливает их в библиотеке. |                                                          |                                    |                                                          |                  |
| 3 | «Да где же оно?» «The Last Place You Look»               | Джонатан Стаудер                   | Майкл Чунг, Лаура Джакмин, Эрик Страйрп, Тимати Уилльямс | 24 ноября 2015   |
| Группе удаётся сбежать, но в итоге оказываются в Краю. Там они заметили Сорена и следуют за ним в его массивный дом, где Джесси находит его исследования по поводу Эндерменов. Джесси убеждает Сорена помочь уничтожить Иссушающую Бурю с помощью невероятно мощной Гипербомбы. Иссушающая Буря нападает на группу. Взяв либо броню Магнуса, либо броню Эльгард, Джесси строит и использует Гипербомбу. Монстр уничтожен, граждане освобождены, но тот у кого была взята броня погибнет в бою. Во время спасательной работы Джесси обнаруживает то, что командный блок не уничтожен. |                                                          |                                    |                                                          |                  |
| 4 | «Между Молотом и Наковальней» «A Block and a Hard Place» | Денис Ленарт                       | Брад Кейн, Лаура Джакмин                                 | 22 декабря 2015  |
| Все вынуждены бежать. В убежище группа встречает Айвора, который хочет исправить свою ошибку и предлагает решение: с помощью зачарованной книги в своём доме на Дальних Землях, Джесси может построить мощное оружие, чтобы уничтожить командный блок. Группа добирается до лаборатории Айвора, где они узнают, что боя Ордена Камня с Драконом Эндера, который сделал Орден Камня известным, на самом деле не было: Сорен использовал командный блок. Поэтому Айвор покинул Орден Камня и вызвал Иссушающую Бурю. Несмотря на это, Джесси создаёт мощное оружие, которое, с помощью Эндерменов, используют, чтобы войти в Иссушающую Бурю и уничтожить командный блок. В ходе битвы Рубен смертельно ранен и, вскоре, умирает. В городе Джесси убеждает Габриэля либо говорить правду о прошлом Ордена Камня, либо продолжать держать секрет. В любом случае, Джесси и его/её друзья становятся Новым Орденом Камня. |                                                          |                                    |                                                          |                  |
| 5 | «Вперёд, Орден!» «Order Up!»                             | Джонатан Стаудер                   | Эрик Страйп и Тимати Уилльямс                            | 22 марта 2016    |
| Через некоторое время, Новый Орден Камня идут по наводке Айвора к храму, где они обнаруживают странное зачарованное огниво. Вне храма на группу нападают "Огненные Стержни" (бывшее "Оцелоты") без Лукаса, во главе которого стоит Айден. Вернувшись в город, группа показывает свою добычу Айвору, который рассказывает, что это огниво может стать ключом к Вечному Источнику - предмету неограниченной власти и бесконечных предметов. Вернувшись в храм Джесси, Петра, Лукас и Айвор нашли портал, который Джесси активирует с помощью зачарованного огнива. К сожалению, следом за ними идут Огненные Стержни и перехватывают огниво. Пройдя через портал, группа попадает в Небесный Город - мегаполис в облаках, где строительство строго запрещено Основательницей. К несчастью для группы, Айден сдаёт группу Основательнице. Хотя Лукас и Айвор захвачены, остальные спасены Майло - владельцем гостиницы и лидером подпольного сопротивления под названием «Клуб Строителей». После того, как Джесси показывает свои навыки строителя клубу, они пробираются во дворец Основательницы ночью и сталкиваются с остальной группой. Они находят Вечный Источник, который оказался курицей, которая откладывает яйца призыва мобов. Затем группу атаковали Огненные Стержни. Джесси, Основательница и, возможно, Лукас падают с острова. Они приземляются на землю, что удивило Основательницу, ведь она думала, что под городом находилась Пустота. Они строят башню обратно в Небесный Город, который сейчас кишит монстрами. Хотя Джесси побеждает Айдена и его людей, весь город был разрушен, а остальные жители города падают вниз по образовавшемуся водопаду. Огненные Стержни арестованы, и люди выбирают нового предводителя. Основательница дарит Джесси Корону Вечного Источника, а сама уходит исследовать мир. Джесси и группа зажигают портал и проходят через него, чтобы вернуться домой, но они оказываются в "Сети порталов", построенную Древними Строителями. |                                                          |                                    |                                                          |                  |
| 6 | «Портал в Неизвестность» «A Portal to Mystery»           | Шон Маннинг                        | Эрик Страйрп, Тимати Уилльямс                            | 7 июня 2016      |
| Джесс, Петра, Лукас и Айвор в конечном итоге попадают в болотный мир, похожий на их собственный, но с незначительными отличиями. После прочтения приглашения, друзья сбегают от орды зомби в особняке, где они встречают Капитана Спарклза и ТоркДога. В то время как они впервые встречаются, на кухне все огни гаснут и ТоркДог таинственным образом убит "Белой Тыквой" в ловушке. Позже Орден встречает пять хорошо известных Ютуберов в сфере Minecraft: ЭлДиШэдоуледи (или Лиззи), Кесси Роуз, Стэмпи Кэт, Стейси Плэйс, Дэн по прозвищу "Даймонд Маинкарт". В столовой происходит сбор, что привело к случайному убийству Капитана Спарклза сразу же перед оглашением того, что убийца - Тыквоголовый убивает их для получения зачарованного огнива, чтобы выйти из этого мира. В ходе расследования, после смерти либо Дэна, либо Лиззи (зависит от действий игрока), в конце концов большинство ютуберов указывают на Лукаса, но Петра и Джесси яростно не согласны. Двое, вместе со Стэмпи, который рассказывает, что у него было украденное зачарованное огниво, доказывают, что Кесси Роуз была Тыквоголовым, которая затем случайно попадает в одну из своих собственных ловушек и якобы умирает. Джесси, Айвор, Петра и Лукас мирно прощаются с оставшимися ютуберами и пытаются открыть другой портал. Портал оказался обманкой, в результате чего команда попадает в ловушку и узнаёт, что Кесси не умерла. Орден должен спастись от клещей Края, а Джесси нападает на неё, путём телепортации с помощью Эндер-жемчужин. Она оставляет её в ловушке с клещами Края. В это время, Джесси и его друзья проходят через портал в поисках портала в свой мир. |                                                          |                                    |                                                          |                  |
| 7 | «Доступ запрещён» «Access Denied»                        | Ребека Гамин Аркович, Джейсон Райк | Люк МакКуллин, Эрик Страйрп                              | 26 июля 2016     |
| Позже в Зале Порталов, Петра, в состоянии растерянности, бежит в краснокаменный портал, сделав вывод, что красный камень означал наличие очень умных людей. Джесси, Лукас и Айвор, не имея выбора, следуют за ней в портал. По прибытии в Краун Меса, герои взяты в заложники населением города, контролируемых краснокаменными чипами искусственного интеллекта по имени ПАМА, который был создан Харпер, но, против воли Харпер, захватил население, чтобы сделать их "полезными". Желая захватить параллельные миры, он захватывает Петру и Лукаса, позволяя себе заполучить их воспоминания и разум. Джесси и Айвор избегают ПАМЫ с помощью Харпер, которая показывает им свою лабораторию. Вскоре они подвергаются нападению Лукаса, Петры и контролируемых монстров. Джесси разрушает либо чип Лукаса, либо чип Петры. Харпер просит Джесси найти отслеживающую гарнитуру. Она позволяет проникать в разум контролируемых монстров. Джесси не в состоянии освободить Харпер, но узнаёт, что Сердце из красного камня внутри ПАМЫ должно быть уничтожено. С помощью одного из зелий Айвора, Джесси проникает в ядро ПАМЫ, но участвует в битве с заключённым другом перед уничтожением сердца. После того, как жители города освобождаются от рабства ПАМЫ, Харпер сопровождает героев к порталу. Когда всё "оживает", то все винят Харпер. Игрок либо соглашается с населением, либо защищает Харпер. В сети порталов Харпер открывает секретный коридор, ведущий к Древним Строителям, где находится Атлас порталов. |                                                          |                                    |                                                          |                  |
| 8 | «Конец Путешествия?» «A Journey's End?»                  | Варам Антониам                     | Эрик Страйрп, Ял Ханнон, Эрика Ханнелл                   | 14 сентября 2016 |
| Орден Камня вместе с Харпер следуют по лестнице к месту проживания Древних Строителей. У Лукаса возникают сомнения насчёт того, всё ли им рассказала их новая подруга. В любом случае они подходят к двери, куда их толкает Харпер. Проваливаясь туда, они оказываются на арене. Лукас говорит, что происходящее называется «Сплиф». Это соревнование, в котором необходимо победить противника, выбив из-под ног того снег лопатой. Во время сражения, перед Джесси встаёт выбор: помочь Петре или Айвору. Второму помочь попытается Лукас, но они вместе погибнут от двойного удара Нэлл - игрока зелёной команды. Джесси попытается убить Нэлл, но тут вмешиваются Древние Строители: Мевия, Отто и Адриан. Они объясняют, что игроки не погибают, а возрождаются и отправляются в Нижний мир в шахты. Адриан почти вошёл в конфликт с Джесси, но в этот же момент вмешивается Харпер, ручаясь за Джесси. Джесси заключает сделку с Адрианом: в случае победы они получают Атлас и дорогу домой, либо проигрыш и вечные мучения в шахтах. После, друзья оказываются в деревне спортсменов. Там Джесси узнаёт о таинственном Тиме — единственном легендарном победителе, знакомится с командами и с помощью гладиатора Окорока освобождает друзей из шахт. На следующий день Джесси и Петра/Айвор участвуют в гонке. Перед ней Эм, лидер зелёных, предложит Джесси союз. Так или иначе, она предаст или просто будет сражаться против. На финальном этапе игрок сможет спасти Нэлл, преданную Эм, или победить саму Эм. В первом случае победит Эм, во втором Джесси. Но Эм всё равно не освободят, так как она не убила Джесси по договору с Адрианом, и он разрывает с ней сделку. Позже он приглашает Джесси к себе. Там Джесси узнаёт от Адриана, что Тим — это выдумка, а Аксель и Оливия у него в плену. Вскоре Джесси поднимает восстание против Адриана и Мевии, рассказывая, что Тим - выдумка. Но игрок может не рассказывать об этом. Игроки отказываются биться с друг другом, а гладиаторы уходят от своих хозяев. На финальной битве Джесси сражается с двумя Древними Строителями - Адрианом и Мевией. После чего проигрывает и возрождается, но его спасают друзья, освобождённые Харпер. Он(а) берёт оружие и надевает доспехи Тима, принесённые ими. В итоге он(а) побеждает Адриана и Мевию и освобождает всех. После Джесси получает атлас и решает судьбу врагов. Потом друзья возвращаются домой, Отто устраивает новые справедливые игры. Джесси размещает все трофеи в сокровищнице, но Айвор тут же забирает атлас, зачарованное огниво, и убегает с криком: - "ПРИКЛЮЧЕНИЯ!" В эпилоге показаны Адриан и Мевия в плоском мире из коренной породы. Там они либо в окружении куриц размером с зомби или зомби размером с куриц, исходя из выбора игрока в самом первом эпизоде. |                                                          |                                    |                                                          |                  |

## Отзывы
| Сводный рейтинг | Сводный рейтинг                        |
| Агрегатор       | Оценка                                 |
| --------------- | -------------------------------------- |
| GameRankings    | XONE: 78,59 % PC: 73,53 % PS4: 73,29 % |
| Metacritic      | 67/100                                 |

По данным агрегатора рецензий Metacritic:
- Первый эпизод имеет рейтинг 71/100 на основе 25 отзывов критиков[8].
- Второй эпизод имеет рейтинг 59/100 на основе 13 отзывов критиков[9].
- Третий эпизод имеет рейтинг 73/100 на основе 10 отзывов критиков[10].
- Четвёртый эпизод имеет рейтинг 68/100 на основе 8 отзывов критиков[11].
- Пятый эпизод имеет рейтинг 70/100 на основе 6 отзывов критиков[12].
- Шестой эпизод имеет рейтинг 64/100 на основе 5 отзывов критиков[13].
- Седьмой эпизод имеет рейтинг 69/100 на основе 4 отзывов критиков[14].
- Восьмой эпизод имеет рейтинг 69/100 на основе 6 отзывов критиков[15].

## Продажи
Летом 2018 года, благодаря уязвимости в защите Steam Web API, стало известно, что точное количество пользователей сервиса Steam, которые играли в Minecraft: Story Mode - A Telltale Games Series хотя бы один раз, составляет 346 763 человека.

## После закрытия Telltale Games
В мае 2019 года Minecraft: Story Mode была удалена из крупных игровых магазинов (Steam, Windows 10, Xbox One, Xbox 360, Play Market, App Store) из-за того, что лицензия на игру не была приобретена ни одной компанией. 25 июня 2019 года игра полностью перестала поддерживаться и была отключена от всех игровых сервисов и загрузить дополнительные эпизоды теперь невозможно.